# Плиска (напиток)
Плиска — болгарский виноградный бренди, в первый раз представленный на рынке алкоголя в 1953 году. Этот продукт, благодаря своему качеству и вкусовым особенностям, в своё время стал довольно популярным брендом в СССР.

## Производство
Производится по общепринятой коньячной технологии. В качестве сырья используются отборные спирты, полученные из светлого винограда сортов Димят, Уни блан и Ркацители, которые традиционным способом перегоняются на медных перегонных кубах (аламбиках), а затем подвергаются выдержке (минимум 5 лет) в небольших дубовых бочонках. Благодаря контакту с древесиной бочонков Плиска приобретает характерный темно-золотистый цвет, приятный аромат и комплексный, мягкий и хорошо сбалансированный букет с ореховыми тонами, а также нотками дубовой бочки, ванили, карамели и сухофруктов.
Этот напиток производят в пяти крупнейших винодельческих регионах страны. Самый благоприятный — так называемый Восточный регион, расположен на побережье Чёрного моря. Климат региона (жаркое лето и мягкая осень) способствует полному созреванию винограда. В результате болгарский Уни блан становится даже более сахаристым, чем, например, его «собрат» из Франции, используемый для производства знаменитого французского коньяка. В итоге болгарский бренди обладает характерным пикантным пряным вкусом. Плиску хорошо употреблять в качестве дижестива, после еды.
На 17-й национальной выставке «Винария» проходившей с 18 по 21 марта 2009 года в болгарском городе Пловдив, бренди «Плиска» получил золотую медаль и почетный диплом.